# جورجیا اوکیف
جورجیا توتو اوکیف (به انگلیسی: Georgia Totto O'Keeffe) (زاده ۱۵ نوامبر ۱۸۸۷ – درگذشته ۶ مارس ۱۹۸۶) نقاش زن آمریکایی بود.

## زندگی
جورجیا اوکیف در ۱۵ نوامبر ۱۸۸۷ در مزرعه‌ای واقع در سان پرری ایالت ویسکانسین آمریکا زاده شد. او بین سال‌های ۱۹۰۵ تا ۱۹۰۶ به تحصیل هنر در انستیتو هنر شیکاگو پرداخت و پس از آن از ۱۹۰۷ تا ۱۹۰۸ در اتحادیه دانشجویان هنر در نیویورک تحصیل کرد. در اینجا بود که با عکاسی به نام آلفرد استیگلیتز آشنا شد و در ۱۹۲۴ با او ازدواج کرد.
اوکیف در ۱۹۱۵ یکی از پیشگامان نقاشی آبستره در آمریکا بود و از کارهایش در این سبک می‌توان به تابلوی «موسیقی سبز و آبی» در ۱۹۱۹ اشاره کرد. با این وجود اوکیف بعدتر رو به سبکی فیگوراتیوتر آورد و شروع به کشیدن گل‌ها یا سوژه‌هایی با موضوعات معماری نمود که اغلب نیز حالتی سورئال داشتند. نکته‌ای که در دید عامه به نقاشی‌های اوکیف نسبت داده می‌شود این‌ست که اکثریت نقاشی‌های او شباهتی بسیار با آلت تناسلی زنانه دارند و از آن در بسیاری از نقاشی‌های او و سوژه‌هایش الهام گرفته شده‌است.
در ۱۹۲۹ اوکیف برای پیداکردن ایده‌های جدیدی برای نقاشی‌هایش سفری به نیومکزیکو داشت. او در این سفر چنان تحت تأثیر محیط و طبیعت منطقه قرار گرفت که پس از آن بیشتر وقتش را در آنجا می‌گذراند. با مرگ همسرش آلفرد استیگلیتز در ۱۹۴۶، جورجیا اوکیف به‌طور کامل در نیومکزیکو ساکن شد.
اوکیف در ۱۹۷۱ متوجه شد که دید چشم‌هایش به شدت در حال کم شدن است و مجبور شد تا از کشیدن نقاشی دست بکشد. در ۱۹۷۷ جرالد فورد، رئیس‌جمهور وقت ایالات متحده آمریکا، مدال آزادی رئیس جمهوری که بالاترین جایزه‌ای است که از سوی رئیس‌جمهور کشور به شهروندان آمریکایی داده می‌شود را به جورجیا اوکیف اعطا نمود. اوکیف همچنین در ۱۹۸۵ مدال ملی هنر را دریافت داشت.
اوکیف در اواخر عمرش بسیار ناتوان شده بود با این‌وجود تنها چند هفته پیش از مرگش بار دیگر به کشیدن نقاشی روی آورد. جورجیا اوکیف در ششم مارس ۱۹۸۶ در سنتا فه، نیومکزیکو و در سن ۹۸ سالگی درگذشت.

## نگارخانه

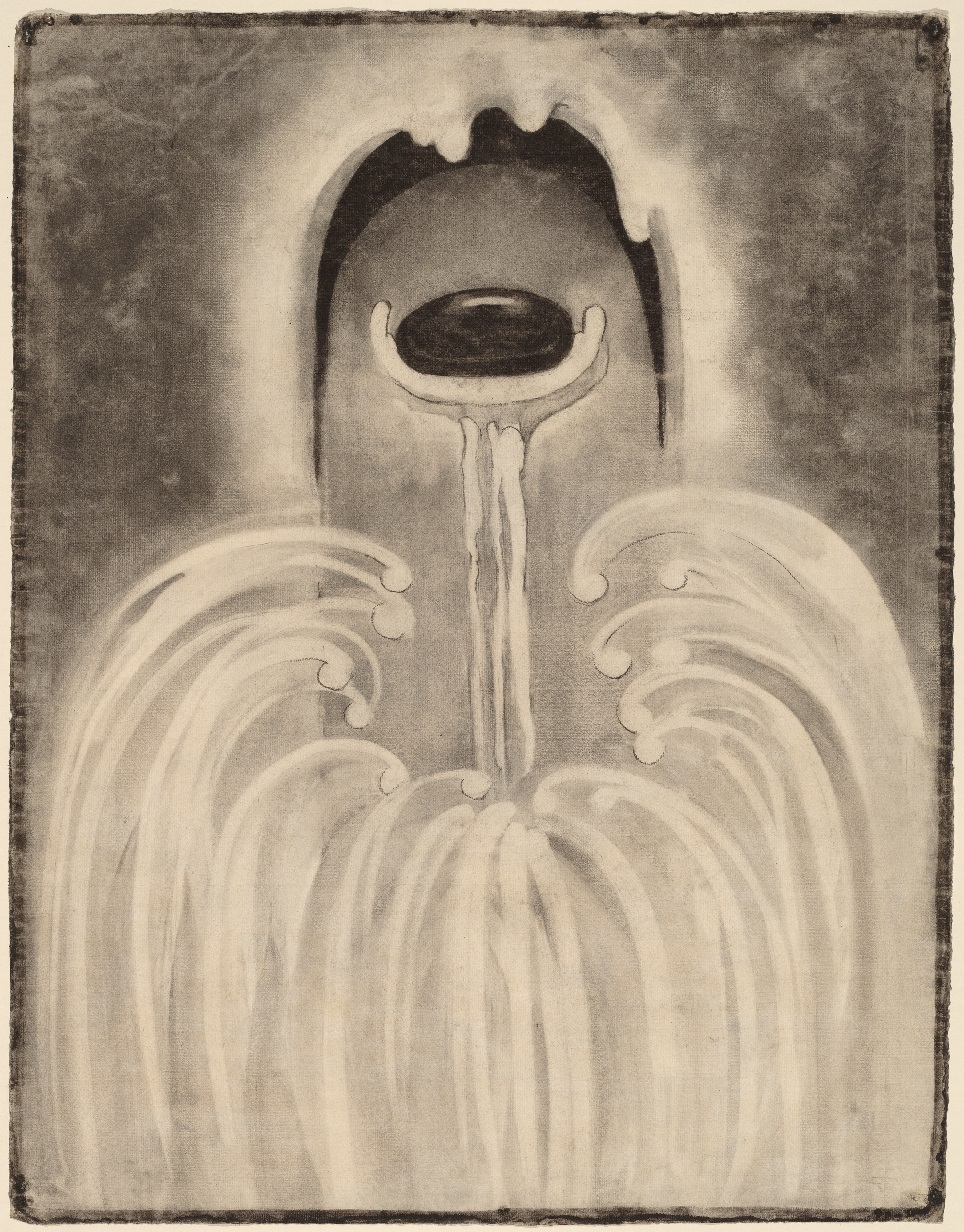
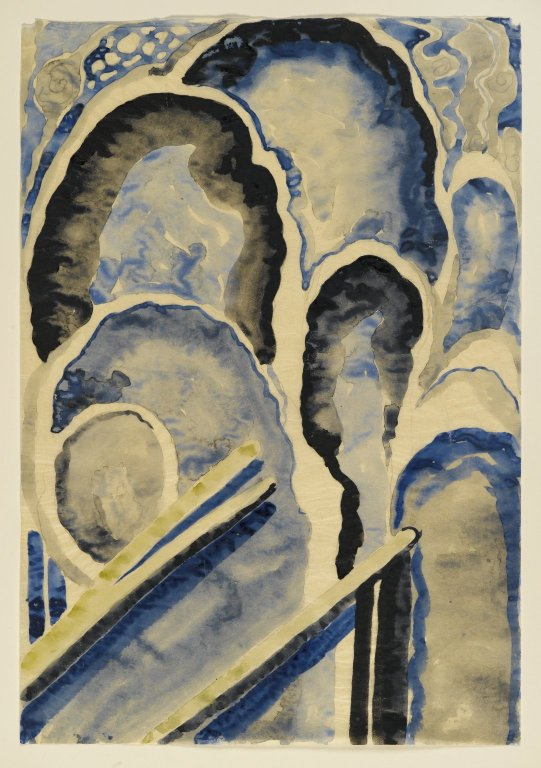
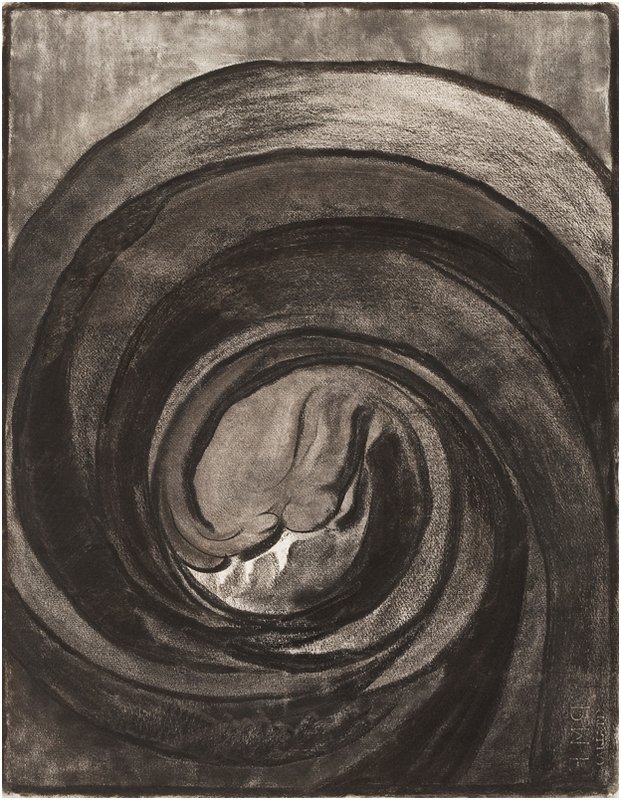
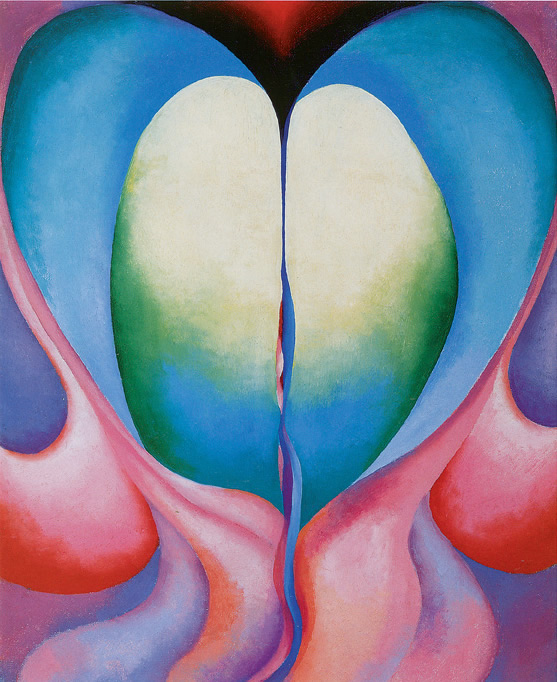
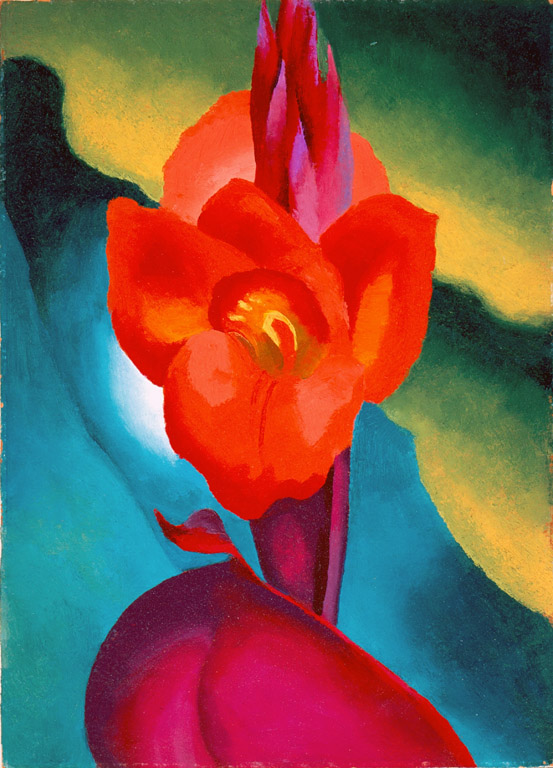
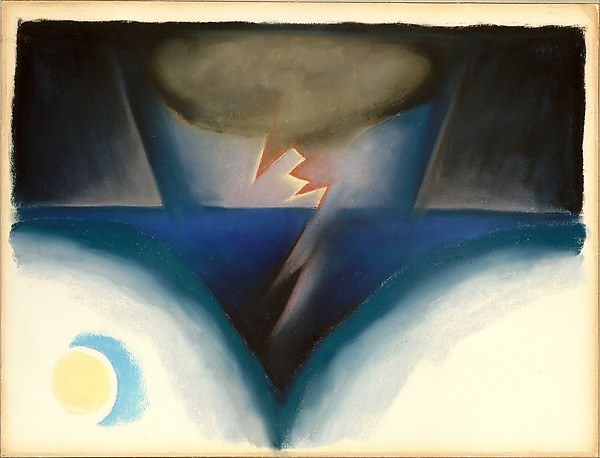
طوفان ۱۹۲۲ م. موزه متروپولیتن نیویورک
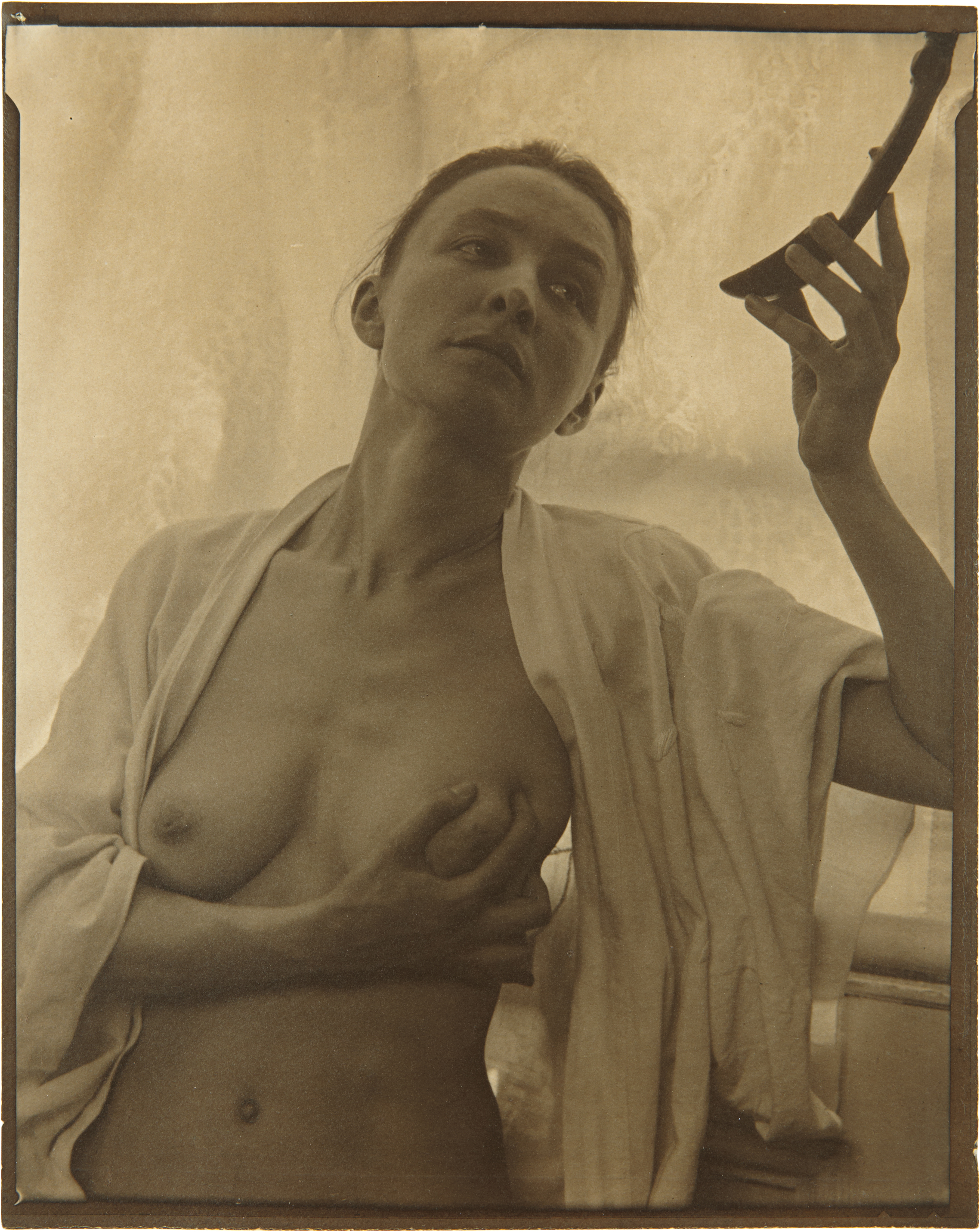
پرتره‌ای هنری از جورجیا اوکیف اثر آلفرد اشتیگلیتس به سال ۱۹۱۹ م.
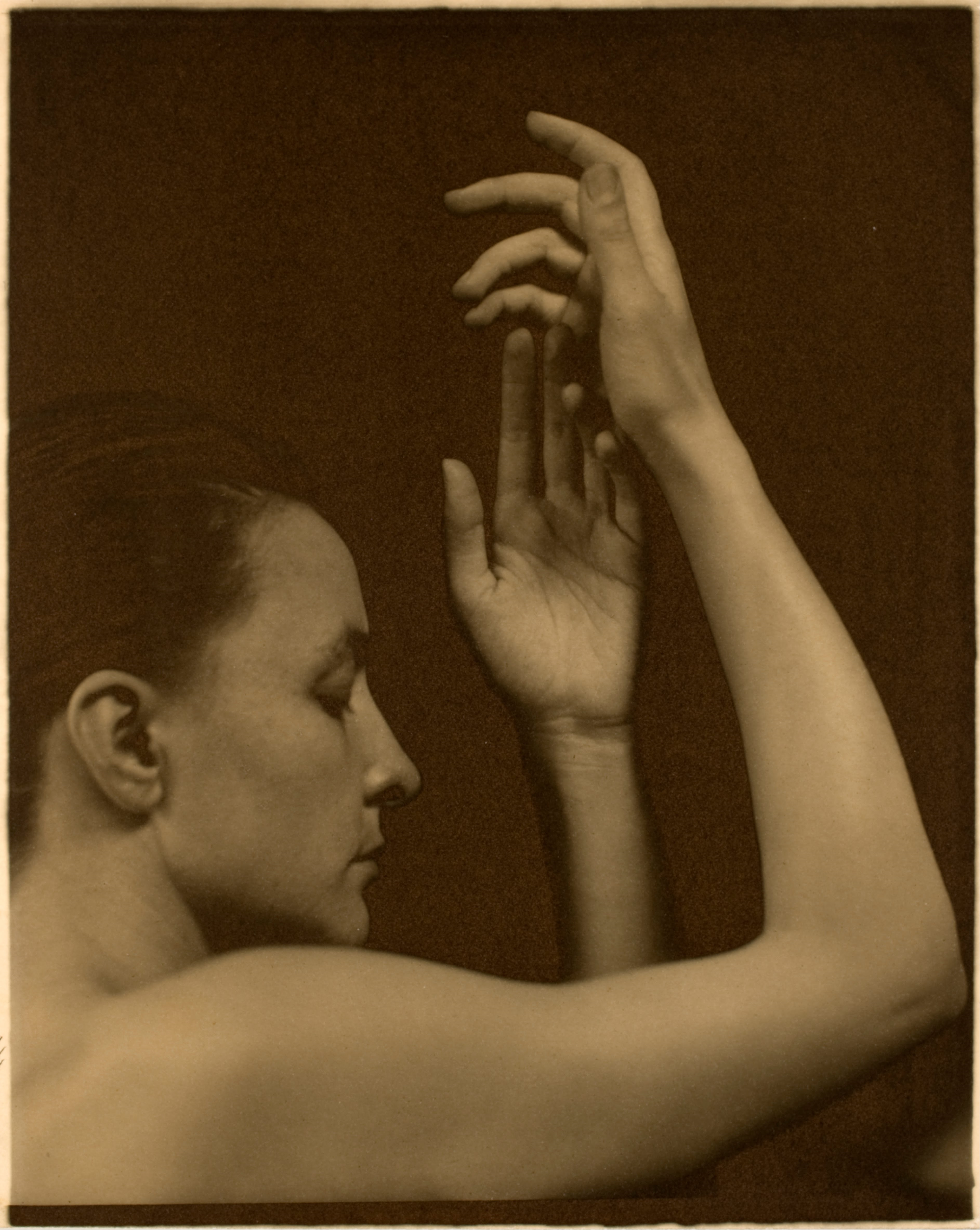
پرتره‌ای هنری از جورجیا اوکیف اثر آلفرد اشتیگلیتس به سال ۱۹۲۰ م.